# Ruilhe
Ruilhe is een plaats (freguesia) in de Portugese gemeente Braga en telt 1 306 inwoners (2001).